# 曾得標
曾得標（1942年—2020年），生於臺灣彰化市，師承「台灣膠彩畫之父」 林之助，從事膠彩畫教育、創作、研究及推廣。其於1994年編著《膠彩畫藝術--入門與創作》，是台灣畫壇第一本膠彩畫專書:11，有「臺灣膠彩畫推手」之稱。

## 生平
曾得標1942年生於臺灣彰化市，因1歲喪父家境陷入困難，選擇就讀師範院校從事教職分攤家計。1961年臺灣省立臺中師範專科學校美術科畢業、1967年臺灣省立臺中師範專科學校三年制國資科美術組畢業、1973年臺灣師範大學國訓班美術科第三期結業:61，曾任教於彰化市三民國小、彰化市大竹國小、台中市雙十國中:61-62，1981年獲頒台灣省特殊優良教師獎章:62，1987年起擔任台灣省立美術館膠彩畫研習班講師:11。
曾得標求學時期參觀第13屆全省美展時，受林之助參展作品啟發，即追隨林之助學習膠彩畫:95，他謹記老師林之助的提醒，突破前人的桎梏，開創了與老師的細緻優雅完全不同的畫風。曾得標的作品展現性格曠遠、純樸:95，擅長描繪鄉土、山水田園，具本土色彩:2，透過寫實和厚塗技法，傳達靜謐和悠然自得的氛圍。
「膠彩畫」一詞由林之助於1977年2月提出:10，曾得標參與了林之助帶領的「膠彩畫」定名運動:8，於1981年擔任林之助組織的「台灣省膠彩畫協會」總幹事，每年舉辦膠彩畫聯展推廣創作:61，並擔任1983年全省美展首屆「膠彩畫部」評審委員:9。1982年於台中市立文化中心舉辦個展，為全台首位膠彩畫個展:69。曾得標於1994年編著《膠彩畫藝術－入門與創作》，是台灣畫壇第一本膠彩畫專書:11。

## 展覽
- 1982年，台中市立文化中心舉辦全台首位膠彩畫個展，出版曾得標膠彩畫集[6]
- 1990年，台南縣立文化中心「曾得標膠彩畫個展」[6]
- 2005年，舉辦「台灣膠彩畫史史流研究展」[6]
- 2011年，受邀國立台灣美術館舉行「采風推手—曾得標知心膠彩畫展」[6]
- 2014年，受邀台中市屯區藝文中心舉辦「山采真性—曾得標膠彩畫展」[6]
- 2019年，受邀國立中正紀念堂「山水真如—曾得標任運膠彩邀請展」[6]